# Heather Hach
Heather Hach – amerykańska scenarzystka, autorka libretto i pisarka. 

## Życiorys
Hach ukończyła University of Colorado w Boulder na kierunku dziennikarskim, a następnie pracowała jako asystentka w biurze The New York Times w Denver oraz jako redaktor magazynu w Sports and Fitness Publishing.

## Kariera
Napisała scenariusz do filmu Zakręcony piątek, za który była nominowana do Nagrody Saturna za najlepszy scenariusz filmu. W 2007 stworzyła libretto musicalu Legalna blondynka. Został on nominowany do Nagrody Tony za najlepszy musical na bazie książki. Dzieło wygrało także Laurence Olivier Award za najlepszy musical.
Hach jest współautorką powieści Freaky Monday. Napisała ją razem z Mary Rodgers. Książka została wydana nakładem wydawnictwa HarperCollins 5 maja 2009.

## Życie prywatne
Poślubiła Jasona Hearne w grudniu 2003.